# Zinka Kunc
Zinka Kunc-Milanov (Zagreb, 17. svibnja 1906. – New York, 30. svibnja 1989.) bila je hrvatska operna pjevačica (sopran). Sestra je skladatelja i pijanista Božidara Kunca. Studirala u Zagrebu, a debitirala 1927. u Ljubljani kao Leonora u Verdijevu Trubaduru. Od 1928. do 1936. bila je prvakinja Opere HNK u Zagrebu, 1937. prvi je put nastupila u njujorškoj opernoj kući Metropolitan, u kojoj je pjevala idućih 25 godina. Nastupala je i kao koncertna pjevačica (najviši domet u Verdijevu Requiemu), a bavila se i podukom pjevača.

## Životopis
Već je s petnaest godina imala tako dobro postavljen glas da je mogla pjevati visoki cis. Pjevanje je učila kod poznatog češkog baritona Jana Ouřednika, neko vrijeme člana Zagrebačke opere, i Marije Kostrenčić, asistentice Milke Trnine, čijem umijeću vokalne pedagogije mogu biti zahvalni mnogi hrvatski vrhunski pjevači. No zavidnu razinu pjevačke kreacije koju je postizala već na samome početku karijere najviše duguje bratu Božidaru: on je shvatio da njegova solistička karijera nikada ne bi mogla biti takva kakvu je proricao sestri pa je sve svoje golemo znanje podredio oblikovanju buduće Zinke Milanov. 

### Prvi nastup
Milka Trnina odmah je uočila kakvo se neprocjenjivo bogatstvo krije u glasu njezine učenice, ali to nije uspio prepoznati ravnatelj Zagrebačke opere Fridrik Rukavina, pa je debut Zinke Kunc, tada udane Vilfan, bio u Ljubljani 29. listopada 1927. Glas stoljeća, kako su ga poslije nazivali, prvi se put na sceni čuo u ulozi koje će postati legendarni tumač, Leonore u Verdijevu Trubaduru. Uspjeh je bio tako velik da je odjeknuo glazbenim Zagrebom, i Rukavina je nevoljko morao popustiti. Ponudio joj je Margaretu u Faustu nadajući se da neće pristati prvi put u Zagrebu nastupiti u ulozi lirskog soprana. Samouvjerena i marljiva Zinka prihvatila je izazov i pjevala, ali angažman nije dobila. 

### 1929. – 1936. u Zagrebu
Dobila ga je tek u sezoni 1929./30. dolaskom novoga ravnatelja Opere velikog Krešimira Baranovića. On ju je počeo upošljavati nesmiljenim tempom. Nizala je ulogu za ulogom, jednu težu i zahtjevniju od druge: Cio-Cio-San u Madama Butterfly, Tosku, Aidu, Leonoru, Elzu u Lohengrinu, Ameliju u Krabuljnom plesu, Turandot, Manon Lescaut, Elizabetu u Tannhäuseru, Santuzzu u Cavalleriji rusticani, Leonoru u Fideliju, Helenu u Boitovu Mefistofeleu, Ameliju u Simonu Boccanegri, Rachel u Halevyjevoj Židovki, Giorgettu u Plaštu, Margitu u Zajčevu Banu Legetu, Minnie u Čedu zapada, Maršalicu u Kavaliru s ružom, Smetaninu Libušu, Lizu u Pikovoj dami, Irmengardu u Porinu, Lenku u Ognju, Madeleine u Andréu Chenieru, Giocondu i Charpentierovu Louise.

### 1936. – 1966.
A onda je 1936. završio njezin zagrebački angažman i počeo inozemni u Njemačkom kazalištu u Pragu, gdje ju je čuo Bruno Walter i preporučio Arturu Toscaniniju za Verdijev Requiem na Salzburškim svečanim igrama. Toscanini je rekao: Va bene, i njezin je put u svjetsku pjevačku elitu bio osiguran. Nastupila je u Velikoj dvorani igara, i nova je zvijezda zasjala na pjevačkom nebu. Već je prije u Pragu položila audiciju za Metropolitan i 17. prosinca 1937. prvi je put u njemu pjevala Leonoru u Trubaduru. U međuvremenu se rastala od ljekarnika Vilfana, preudala za glumca Predraga Milanova i s imenom Zinka Milanov ušla u opernu povijest kao jedna od najvećih pjevačica belkanta. 

### 1947. – 1951.
Zinka 1947. napušta Metropolitan nakon neslaganja s tadašnjim glavnim direktorom Edwardom Johnsonom. Kasnije prelazi u La Scalu i ondje prvi put nastupa 1950. godine, no nakon promjene rukovodstva u Metropolitanu, Zinka prelazi nazad iste godine.

### 1951. – 1966.
Do travnja 1966., (osim razdoblja 1947. – 1951.), bila je članica Metropolitana u kojemu je zajedno s turnejama ansambla nastupila 424 puta i ostvarila četrnaest uloga. Bila je njegova primadonna assoluta, la regina della casa (kraljica Kuće), sudionica svečanih premijera i otvaranja sezona, apsolutna miljenica publike. Kritičari su s oduševljenjem pisali o njezinu veličanstvenom legatu, o glasu transcendentalne ljepote, sjajnom poput srebra, zaobljenom i bogatom kao jantar, snažnom i ujednačenom u cijelom opsegu, podatnom, tajanstvenom, uzbudljivom, koji je mogla svesti u najprofinjeniji i najmekši piano. Nastupom na oproštajnom koncertu u staroj zgradi Metropolitana 13. travnja 1966. zaklopila je svoju knjigu, kako je sama rekla, a s njom se zatvorio veliki luk grandioznog pjevanja. Nakon svoje pjevačke karijere postaje aktivan pedagog u školovanju opernih pjevača. Prije Drugoga svjetskog rata redovito je gostovala u Zagrebu pa je 1939. pjevala Normu na premijeri opere, a poslije rata njezina su se gostovanja posve prorijedila. Pjevala je u Bečkoj državnoj operi, Scali i Covent Gardenu. Godine 1984. za svoje je djelovanje u Sjedinjenim Američkim Državama dobila specijalnu medalju kao jedna od 87 istaknutih ličnosti stranog podrijetla koje su svojim prinosom zadužile New York i Sjedinjene Države.

## Ostavština
Danas u Zagrebu postoje dvije ulice Zinke Kunc – jedna se nalazi u Sesvetama, a druga na Savici

## Vanjske poveznice
- Matica hrvatska / Vijenac 219 – Marija Barbijeri: »Hrvatski operni pjevači 1945-2002.«  Arhivirana inačica izvorne stranice od 30. svibnja 2016. (Wayback Machine)
- LZMK / Hrvatska enciklopedija: Kunc-Milanov, Zinka
- LZMK / Hrvatski biografski leksikon: KUNC, Zinka (Milanov)
- Klasika.hr – Marija Barbieri: »Zvijezda blistava sjaja«  Arhivirana inačica izvorne stranice od 2. lipnja 2016. (Wayback Machine)
- Zagreb.hr – Zagrepčanke na svjetskom glasu: Milka Trnina i Zinka Kunc
- The Opera Critic.com – Steve Cohen: »Callas, Tebaldi, Milanov – now all three are gone« (engl.)
- Bruce Burroughs – The Zinka Milanov Biography Project (engl.)
- Discogs.com – Zinka Milanov (diskografija)